# Felip de Caríntia
Felip de Caríntia (mort 21/22 juliol 1279), fou príncep-arquebisbe de Salzburg des 1247-1256 i patriarca d'Aquileia, de 1269 a 1273. Va reclamar el ducat de Caríntia i la marca de Carniola del 1269 al 1279.
Quan el duc Ulric III va morir sense hereus (un germà de nom Bernat l'havia premort, i no tenia fills) el seu germà Felip, que havia estat bisbe de Salzburg, va reclamar els estats de Carintia i Carniola. Nomenat patriarca d'Aquileia la seva reclamació no fou atesa fins que va pujar al tron Rodolf I d'Alemanya (1273). Felip va deixar el patriarcat i va assolir el títol nominal de duc (el duc efectiu era Ottokar I de Caríntia i II de Bohèmia que havia heretat el ducat per un tractat signat amb Ulric III). Felip va anar a la dieta d'Augsburg (1275) i va prendre possessió del seient corresponent a Caríntia; el 1276 el rei es va apoderar del ducat, i llavors Felip va demanar la investidura formal, però el rei va demorar complir amb diverses excuses i Felip va morir sense descendència el juliol de 1279.